# Commandos: Strike Force
Commandos: Strike Force (engl. „Einsatztruppe“) ist ein Computerspiel, das von Pyro Studios entwickelt wurde. Es ist der vierte Teil der Commandos-Spieleserie und der Nachfolger von Commandos 3: Destination Berlin. Es erschien im März 2006 für PlayStation 2, Xbox und Windows. Anders als seine Vorgänger ist Commandos: Strike Force kein Echtzeit-Taktik-Spiel, sondern ein Ego-Shooter mit Stealth-Elementen.

## Handlung
Trotz starker optischer Änderungen hat sich die Grundhandlung von Commandos: Strike Force kaum verändert. Im Zweiten Weltkrieg ist es das Ziel, als Spezialtrupp der Alliierten hinter den feindlichen Linien im Kampf gegen das Deutsche Reich gezielte Nadelstiche zu setzen.
Die Einzelspielerkampagne ist in drei Teile aufgesplittet und führt den Spieler in Länder wie Norwegen, Frankreich oder Russland.

## Spielprinzip
Der Commandostrupp hat sich inzwischen auf drei Spezialisten reduziert. Dem Spieler stehen der Green Beret, der Scharfschütze und der Spion zur Verfügung.
Die Vogel- ist der Ego-Perspektive gewichen. Pro Mission steuert der Spieler eine der drei Einheiten, wobei in manchen Aufträgen auch zwei zur Verfügung stehen und während des Spielgeschehens gewechselt werden können.
Durch den Wechsel in die Ego-Perspektive steht bei Commandos: Strike Force weniger der strategische als vielmehr der Geschicklichkeits-Aspekt im Fokus. Das Spiel verfügt über einen Mehrspieler-Modus.

## Rezeption
Commandos: Strike Force wurde mit seinem Wechsel im Spielprinzip von den meisten Spielemagazinen kritischer als seine Vorgänger aufgenommen.
Im Jahr 2006 schrieb Petra Schmitz in der GameStar April-Ausgabe, dass Strike Force eine Identitätskrise habe „Das Spiel will die Tiefe der Echtzeit-Taktikspiele mit der Leichtigkeit eines Shooters kreuzen und scheitert dabei.“ Taktische Fähigkeiten seien zu wenig gefordert und man könne sich allein mit dem Spion und der richtigen Schusswaffe „durch jeden Level […] durchballern.“ Daher kann kein „Commandos-Qualitässiegel“ aufgedrückt werden. Spaß macht das Spiel jedoch trotzdem: „Die Missionen haben einen Zusammenhang und die Charaktere sind sympathisch.“
Ihr Kollege Fabian Siegismund wertete das Spiel ähnlich. Ihm „wäre es lieber gewesen, wenn Pyro die ohnehin unspektakulären Fähigkeiten der drei in einen Helden vereint hätte.“ Ferner kritisierte er, dass „die Grafik zu schwach, das Leveldesign zu einfallslos sei.“